# شلل مزدوج
الشلل المزدوج أو شلل الجانبين يشير عند استخدامه بشكل منفرد إلى الشلل الذي يؤثر على أجزاء متناظرة من الجسم. هذا يختلف عن الخزل الشقي الذي يشير إلى التقبض الذي يقتصر على جانب واحد من الجسم، والشلل السفلي الذي يشير إلى الشلل المقتصر على الساقين والورك، وشلل الأطراف الأربعة الذي يتطلب مشاركة جميع الأطراف الأربعة ولكن ليس بالضرورة متماثل. الشلل المزدوج هو السبب الأكثر شيوعًا للإصابة بالشلل عند الأطفال وتحديدًا عند الأطفال المصابين بالشلل الدماغي. قد يسببه إصابة النخاع الشوكي أيضًا. لا يوجد مسار محدد لتقدم المرض للأشخاص الذين يعانون من شلل مزدوج. قد تسوء الأعراض ولكن الجزء العصبي لا يتغير. الأجزاء الأساسُ من الدماغ التي تتأثر بالشلل المزدوج هي البُطينين، والحجر المملوءة بالسوائل في الدماغ والأعصاب من مركز الدماغ إلى القشرة المخية. عادة ما يكون ثمة بعض الانحلال في الخلايا العصبية الدماغية أيضًا بالإضافة إلى مشاكل في نظام الخلايا العصبية الحركية العليا. يمكن أن يشير مصطلح شلل مزدوج إلى أي منطقة من الجسم مثل الوجه أو الذراعين أو الطرف السفلي.